# Surface toujours en herbe
La Surface toujours en herbe ou STH  désigne pour l'Europe toute surface en herbe, semée depuis au moins 5 ans ou naturelle. Les définitions ont pu varier selon les époques et les pays (ex : au Danemark, les jachères pouvaient être déclarées comme surface toujours en herbe (STH 2)
En France pour l'Agreste, cette notion est synonyme de celle de Prairie permanente.
L'Observatoire agro-pastoral des Pyrénées y inclut aussi les landes et parcours d'estive. 
La prairie est le milieu qui régresse le plus vite en France métropolitaine, avec 13 583 ha perdus par artificialisation de 2000 à 2006.

## Indicateur
Cette surface est considérée comme l'un des indicateurs à prendre en compte pour l'évaluation de la trame verte et bleue ou pour l'évaluation du bon état écologique. 
Si les prairies sont naturelles ou très anciennes, elles sont un indice de semi-naturalité, éventuellement patrimoniale.
En France, l'observatoire national de la biodiversité a retenu le « Taux d'évolution de la surface nationale toujours en herbe gérée de manière extensive » comme l'un de ses indicateurs (c'est une notion « Quantitative continue ».